# Kinoïta
La kinoïta és un mineral de la classe dels silicats. Rep el nom pel missioner jesuïta italià Eusebio Francisco Kino (1645-1711), pioner de la frontera Sonora-Arizona-Califòrnia.

## Característiques
La kinoïta és un silicat de fórmula química Ca₂Cu₂Si₃O₁₀(H₂O)₂. Va ser aprovada com a espècie vàlida per l'Associació Mineralògica Internacional l'any 1969. Cristal·litza en el sistema monoclínic. La seva duresa a l'escala de Mohs és 2,5.
Segons la classificació de Nickel-Strunz, la kinoïta pertany a «09.BH - Sorosilicats amb anions Si₃O10, Si₄O11, etc.; cations en coordinació tetraèdrica [4] i major coordinació» juntament amb els següents minerals: aminoffita, akatoreïta i fencooperita.

## Formació i jaciments
Va ser descoberta als monts Santa Rita, al comtat de Pima (Arizona, Estats Units). També ha estat descrita en altres indrets propers del mateix estat d'Arizona, així com dels estats de Michigan, Minnesota i Utah. A fora dels Estats Units només ha estat descrita a la mina Fuka, a la ciutat de Takahashi (Okayama, Japó).